# Tiana Lemnitz

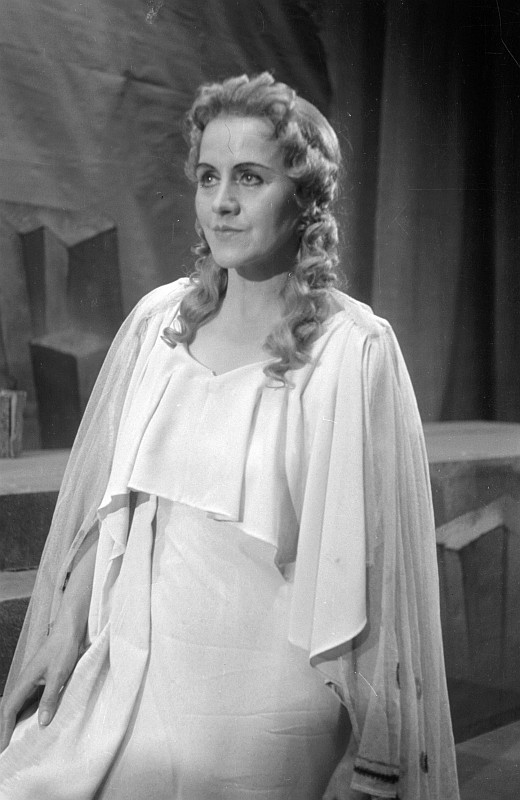
Tiana Lemnitz als Eurydike in der Oper Orpheus und Eurydike, 1945

Tiana Lemnitz (geboren als Luise Albertine Lemnitz, * 26. Oktober 1897 in Metz, Deutsches Reich; † 5. Februar 1994 in Berlin) war eine deutsche Opernsängerin (Sopran) und Gesangspädagogin.

## Leben
Lemnitz erhielt ihre erste Gesangsausbildung von 1914 bis 1918 an der Metzer Musikschule durch Olga Karpinski. Nachdem die Familie Lemnitz 1918 aus Metz ausgewiesen worden war, studierte sie ab 1919 drei Jahre am Hoch’schen Konservatorium in Frankfurt am Main. Im Hauptfach Gesang war ihr Lehrer der polnische Tenor Antoni Kohmann (1879–1944). 1922 wurde sie vom Stadttheater Aachen engagiert, danach gehörte sie zum Ensemble des Stadttheaters in Hannover. Seit 1931 sang sie auch an der Dresdner Oper, zu deren Ensemble sie 1933 bis 1934 gehörte.
Nach der „Machtergreifung“ der Nationalsozialisten trat sie zum 1. Mai 1933 der NSDAP bei (Mitgliedsnummer 2.955.384). 1934 kam sie zur Berliner Staatsoper Unter den Linden; der sie über zwei Jahrzehnte treu bleiben sollte. Lemnitz wurde schnell einer der Stars des Ensembles und galt als Inbegriff des lyrischen Soprans.
1937 wurde sie von Adolf Hitler zur Kammersängerin ernannt. 1943 wirkte sie im Spielfilm Altes Herz wird wieder jung und im Opernfilm Nacht ohne Abschied mit. In der Endphase des Zweiten Weltkriegs nahm das Reichsministerium für Volksaufklärung und Propaganda sie im August 1944, vor der geplanten Schließung der Theater zum 1. September, in die Gottbegnadeten-Liste der wichtigsten Künstler auf, was sie vor einem Kriegseinsatz – auch an der Heimatfront – bewahrte. Im Oktober 1945 gehörte sie zu den prominenten Staatsopern-Mitgliedern, deren Gagen wegen NSDAP-Mitgliedschaft stark gekürzt wurden.
Von 1952 bis 1954 leitete Lemnitz das Opernstudio der Berliner Staatsoper und kümmerte sich dort vor allem um die darstellerische Arbeit der Nachwuchssänger. Im April 1957 beendete sie mit einer Liedermatinee in der Staatsoper ihre Bühnenlaufbahn. Nach ihrer Zeit als aktive Sängerin widmete sie sich dem Gesangsunterricht.
Lemnitz war ab etwa 1924 in erster Ehe mit dem Bariton Ernst Gerstung verheiratet und trat als Tiana Gerstung bzw. Gerstung-Lemnitz auf. 1938 heiratete sie den Kaufmann Friedrich Scheuer (* 1884 Fürth; † 1966 Berlin).
Tiana Lemnitz starb 1994 im Alter von 96 Jahren in Berlin. Ihre letzte Ruhestätte fand sie im Erbbegräbnis der Familie ihres zweiten Ehemannes auf dem Friedhof Dahlem.

## Filmografie
- 1941/43: Nacht ohne Abschied
- 1943: Altes Herz wird wieder jung
- 1949: Figaros Hochzeit (Gesangssynchronisation)

## Theater
- 1954: Richard Wagner: Die Meistersinger von Nürnberg (Eva) – Regie: Wolf Völker (Deutsche Staatsoper Berlin)